# Факториальное кольцо
Факториа́льное кольцо́ — нётерова область целостности, в которой всякий неприводимый элемент является простым. Факториальные кольца часто называются гауссовыми в честь Гаусса.

## Определение
Менее формально, факториальное кольцо определяется как область целостности {\displaystyle R}, в которой каждый ненулевой элемент {\displaystyle x} можно записать в виде произведения неприводимых элементов {\displaystyle p_{i}} и обратимого элемента {\displaystyle u}:
{\displaystyle x=u\cdot p_{1}\cdot ...\cdot p_{n}};
при этом в случае, если {\displaystyle x} обратим, то {\displaystyle n=0}, то есть произведение вырождается до одного множителя.
И это разложение единственно в следующем смысле: если {\displaystyle q_{1},...,q_{m}} — неприводимые элементы {\displaystyle R} и {\displaystyle w} — обратимый элемент, такие что
{\displaystyle x=w\cdot q_{1}\cdot ...\cdot q_{m}},
то {\displaystyle m=n} и существует биективное отображение {\displaystyle \varphi :\{1,...,n\}\rightarrow \{1,...,m\}} такое что {\displaystyle p_{i}} — элемент, ассоциированный с {\displaystyle q_{\varphi (i)}} для {\displaystyle i\in \{1,...,n\}}.

## Примеры
- Все евклидовы кольца, в частности, кольцо целых чисел (см. основная теорема арифметики) и кольцо гауссовых целых чисел.
- Если {\displaystyle R} факториально, то и кольцо многочленов {\displaystyle R[x]} факториально, отсюда следует, что и кольцо {\displaystyle R[x_{1},...,x_{n}]} факториально.
- Теорема Аусландера — Буксбаума: каждое регулярное локальное кольцо является факториальным.
- Кольцо формальных степенных рядов над областью главных идеалов является факториальным.
- Пусть {\displaystyle R} — поле характеристики не 2. Клейн и Нагата показали, что {\displaystyle R[x_{1},...,x_{n}]/Q} факториально, если {\displaystyle Q} — невырожденная квадратичная форма и n не меньше пяти.
- Локализация факториального кольца факториальна. Более того, подходящей локализацией и из нефакториального кольца можно получить факториальное кольцо. Например, кольцо {\displaystyle \mathbb {\mathbb {Z} } [{\sqrt {-3}}]} не факториально (так как {\displaystyle (1+{\sqrt {-3}})\cdot (1-{\sqrt {-3}})=4=2\cdot 2}), а его локализация {\displaystyle \mathbb {Z} [{\sqrt {-3}},1/2]} факториальна.

## Эквивалентные формулировки
Пусть {\displaystyle R} — целостное кольцо. Следующие утверждения эквивалентны:
- {\displaystyle R} факториально.
- Каждый ненулевой простой идеал {\displaystyle R} содержит простой элемент, то есть такой элемент, что главный идеал, порожденный этим элементом, прост.
- {\displaystyle R} — кольцо Крулля, в котором каждый дивизорный идеал главный (так определяется факториальное кольцо у Бурбаки).
- {\displaystyle R} — кольцо Крулля и каждый простой идеал, не содержащий других ненулевых простых идеалов, главный.

## Свойства факториальных колец
1. В факториальных кольцах корректно определены понятия наибольшего общего делителя и наименьшего общего кратного любого конечного набора элементов, а также понятие взаимной простоты элементов.
2. Лемма о совместной делимости. Если элемент {\displaystyle N} факториального кольца делится на каждый из элементов {\displaystyle a_{1}}, {\displaystyle a_{2}}, … ,{\displaystyle a_{k}}, причём эти элементы попарно взаимно просты, тогда {\displaystyle N} делится на их произведение.
3. Если {\displaystyle N^{n}=a_{1}a_{2}\dots a_{k}}, причём элементы {\displaystyle a_{1},a_{2},...,a_{k}} попарно взаимно просты, тогда каждое из них имеет вид {\displaystyle a_{i}=u_{i}b_{i}^{n}}, где {\displaystyle u_{i}} — обратимые элементы кольца.
4. Любую дробь {\displaystyle a/b}, составленную из элементов факториального кольца, можно записать в несократимом виде, то есть существуют взаимно простые элементы {\displaystyle p} и {\displaystyle q} (однозначно определённые с точностью до ассоциирования), такие что {\displaystyle a/b=p/q}.
5. Теорема Гаусса. Если дробь {\displaystyle a/b} является корнем многочлена {\displaystyle x^{n}+c_{1}x^{n-1}+\dots +c_{n}} со старшим коэффициентом, равным 1 (элементы {\displaystyle a,b}, а также все коэффициенты многочлена — элементы факториального кольца {\displaystyle R}), тогда {\displaystyle a/b} лежит в {\displaystyle R}, то есть {\displaystyle a} делится на {\displaystyle b} в кольце {\displaystyle R}. (Данное свойство кольца называется целозамкнутостью).